# 松井康真
松井 康真（まつい やすまさ、1963年3月13日 - ）は、日本のフリーアナウンサー、ジャーナリスト。元テレビ朝日報道局記者・アナウンサー。

## 来歴・人物
血液型A型。富山県南砺市（旧・東礪波郡井波町）出身。富山県立高岡高等学校、東京工業大学工学部化学工業科卒業。
大学3年終わりにアナウンサーを志し、計画留年した上で恵比寿南の東京アナウンスアカデミーに1年間通った。しかし、東京工業大学からマスコミへ進む事が珍しかった当時、周囲には科学と全く畑違いのアナウンサーを目指し、夢を叶えた松井を咎める者もいたという。
1986年、アナウンサーとしてテレビ朝日に入社した。同期には、木下智佳子（テレビ朝日福祉文化事業団）、雪野智世（退社）、曽根かおる（退社）がいる。宮嶋泰子は同郷の先輩、高井正憲とは誕生日が同じである。アテネオリンピックのアーチェリーの銀メダリスト山本博は親友であり、 元日本テレビアナウンサーの鷹西美佳は小学生時代の同級生である。
熱心な模型マニアとしても知られ、国内外のミリタリーモデルのコレクション・歴史研究の第一人者として知られている。テレビ朝日アナウンサーとしての活動とは別の所で、模型メーカーのイベントに協力したり、模型専門誌「月刊アーマーモデリング」に長期にわたり連載を持つ等している。『タモリ倶楽部』にもプラモデル（企画を持ち込んだこともあった）やミリタリーの企画に出演した。奇しくも同番組がアナウンサーとしての最後の出演となった。
また、テレビ朝日のニュース番組で使用するための模型（万景峰号、福島第一原子力発電所原子炉1号機等）をフルスクラッチで作り上げているほか、既存のキットを組み上げた物（トレーラー、はやぶさなど）も解説用模型として用いられた。きっかけは1990年代に厚木基地にF14戦闘機の配備が決まり、騒音問題がニュースとなった際に自分でも作れそうだと思ったことからである。テレビ朝日からは社長賞「第15回フリキリスト」を授与されている。2009年には俳優の石坂浩二の模型製作サークル「ろうがんず」の発起人の一人にもなった。1998年に「田宮模型歴史研究室」というサイトを独学で開設し、毎日更新していった結果10年で100万アクセスを超えた。
2008年4月1日から2010年3月31日までテレビ朝日アスクの学校長を務めた。
2011年1月から、原発問題について独自に勉強を始め、柏崎刈羽原発や「もんじゅ」を自費で取材した。青森県六ヶ所村の核燃料サイクルシステム取材中に敷地内で東日本大震災に遭遇した。直後から急遽報道局内に結成された「原発班」へ臨時配属された。
2011年7月1日から報道局ニュースセンター経済部に所属し、経済部の原発担当デスクを経て、2012年に社会部原発担当を経て、最終的には社会部気象庁担当を務めた。ただし報道局異動後も、『拝啓!!鉄道人』のナレーションは引き続き担当し『タモリ倶楽部』にも出演していた。
2023年3月で同社を定年退職。局側からは再雇用で残留を提案されたが、「好きなことを伝えたい」という思いからフリーへの転身を決めた。その後、個人事務所「OFFICE ユズキ」を出身地の富山県南砺市で立ち上げ、地域創生活動も開始した。また模型メーカーのタミヤとも今後の模型に関わる活動について話し合いを始めている。一方でホリプロとも業務提携し、あらゆる活動を志向している。
2024年3月、タミヤの模型史研究顧問に就任した。

## 過去の出演番組
報道・情報ワイドショー番組
| 期間                | 期間               | 番組名                 | 役職                                                 | 備考                                  |
| ------------------- | ------------------ | ---------------------- | ---------------------------------------------------- | ------------------------------------- |
| 1987年4月           | 1987年9月          | ANNニュースセブン      | 週末担当キャスター                                   |                                       |
| 1987年10月          | 1991年3月          | ニュースステーション   | スポーツキャスター                                   | 途中2年は、担当曜日を月～木曜日に縮小 |
| 1991年4月           | 1993年3月          | ステーションEYE        | スポーツキャスター                                   | 1992年3月まで、サブキャスターを兼務   |
| 2000年10月2003年4月 | 2002年3月2004年3月 | ANNスーパーJチャンネル | 週末メインキャスター                                 |                                       |
| 2000年10月          | 2002年3月          | ANNニュース            | 日曜日昼枠での担当キャスター                         | その他にも、ナレーションを担当        |
| 2003年4月           | 2004年3月          | ANNニュース            | 週末昼枠での担当キャスター                           | その他にも、ナレーションを担当        |
| 2004年4月           | 2006年3月          | やじうまプラス         | 土曜版総合司会                                       |                                       |
| 2005年1月           | 2006年3月          | ワイド!スクランブル    | 『夕刊キャッチUP』金曜日担当                         |                                       |
| 2006年4月           | 2007年3月          | やじうまプラス         | 平日総合司会                                         |                                       |
| 2006年4月           | 2006年5月          | スーパーモーニング     | 『スパモニあれこれ』担当                             | それ以前から、ナレーションを担当      |
| 2007年4月           | 2009年9月          | サタデースクランブル   | MC                                                   |                                       |
| 2010年4月           | 2010年9月          | やじうまプラス         | 5時台ニュースコーナー兼『ANNニュース』担当キャスター | いずれも水～金曜日担当                |

その他
- ミュージックステーション（1987年4月 - 1990年3月）
- ウッチャンナンチャンの炎のチャレンジャーこれができたら100万円!!（1995年10月 - 2000年3月、一部競技の実況担当）
- '98新春ドラマスペシャル・味いちもんめ「幻の名料亭 VS 料理の達人 雪の函館旅情編」（1998年1月2日）。
- ゴールデンナイター - 実況
- 紺野美沙子の科学館
- かざあなダウンタウン - 一部企画のナレーション担当
- 朝までたけし軍団 この夏最後のバカ祭り
- アドレな!ガレッジ（「ゆきちファッション」司会担当）
- News Access（BS朝日、不定期）
- 拝啓!!鉄道人（テレ朝チャンネル、ナレーション）
- タモリ倶楽部（不定期出演）
- テレビ朝日の各ニュース番組や、報道特番での原発問題の解説

## 雑誌連載
- 田宮模型歴史研究室/戦車模型歴史研究室（大日本絵画社刊「月刊アーマーモデリング」）

## 著書
- タミヤの動く戦車プラモデル大全（2008年5月、大日本絵画）ISBN 978-4499229647　（月刊誌で7年間連載を続けてまとめたもの。すべての文章と、大半の模型を自身で担当した[6]）